# سوير بارث
سوير بارث (بالإنجليزية: Sawyer Barth)، من مواليد 7 نوفمبر 2001 في ريد بانك، نيوجيرسي، هو ممثل أمريكي، المعروف بدوره باسم فليك في ثم أذهب (2017) وفرانك كليري في المسرحية الهزلية التلفزيونية الأطفال بخير (2018–2019).
من مواليد ويست لونغ برانش، نيوجيرسي، تلقى دروسًا في التمثيل في سن الحادية عشرة وشارك بنشاط في صناعة الترفيه لمعظم حياته، حيث لعب دور البطولة في المسرحيات والأفلام والبرامج التلفزيونية ، بما في ذلك المسرحيات مثل بانغ بانغ أنت ميت والملائكة المفقودة. كما أنه ناشط في كرة القدم.
في ثم أذهب، لعب بارث دور فليك ، أفضل صديق للشخصية الرئيسية. كان قد خضع في الأصل للاختبار لإدوين ، ولكن بدلاً من ذلك تمت استدعاؤه مرة أخرى ليقوم بدور فليك.
في عام 2018، تم اختيار بارث في دور فرانك كليري في البرنامج التلفزيوني الأطفال بخير. في عام 2019، قدم شهرة في صدق الله لي على قناة سي بي إس بدور جاكوب أبوت.

## وصلات خارجية
- سوير بارث على موقع IMDb (الإنجليزية)
- سوير بارث على موقع روتن توميتوز (الإنجليزية)
- سوير بارث على موقع قاعدة بيانات الفيلم (الإنجليزية)

لا توجد روابط لمواقع التواصل الاجتماعي.